# شمعية كوتشابامبية
شمعية كوتشابامبية (الاسم العلمي:Cereus cochabambensis) هي نوع من النباتات يتبع جنس الشمعية من الفصيلة الصبارية.